# Urocoptidae
Urocoptidae zijn een familie van weekdieren uit de klasse van de Gastropoda (slakken).

## Taxonomie
De volgende onderfamilies zijn bij de familie ingedeeld:
- Urocoptinae Pilsbry, 1898 (1868)
  - = Cylindrellidae Tryon, 1868
- Apomatinae Paul, 1982
- Brachypodellinae H. B. Baker, 1956
- Eucalooiinae P. Fischer & Crosse, 1873
- Holospirinae Pilsbry, 1946
- Microceraminae Pilsbry, 1904
  - = Johaniceraminae Jaume & de la Torre, 1972
  - = Macroceraminae Jaume & de la Torre, 1972
- Tetrentodontinae Bartsch, 1943